# لويس بيتش
لويس بيتش (بالإنجليزية: Lewis Beach)‏ هو محامي وسياسي أمريكي، ولد في 30 مارس 1835 في نيويورك في الولايات المتحدة، وتوفي في 10 أغسطس 1886 في كورنوال في الولايات المتحدة. حزبياً، نشط في الحزب الديمقراطي. وقد انتخب عضو مجلس النواب الأمريكي.